# Hjortens Flugt (film)
 Ikke at forveksle med Hjortens Flugt (digt).
Hjortens Flugt er en dansk stumfilm fra 1907 produceret af Nordisk Films Kompagni instrueret af Viggo Larsen. Filmen er baseret på Christian Winthers romancekreds Hjortens Flugt.

## Medvirkende
- Gustav Lund
- Viggo Larsen